# Car-puška

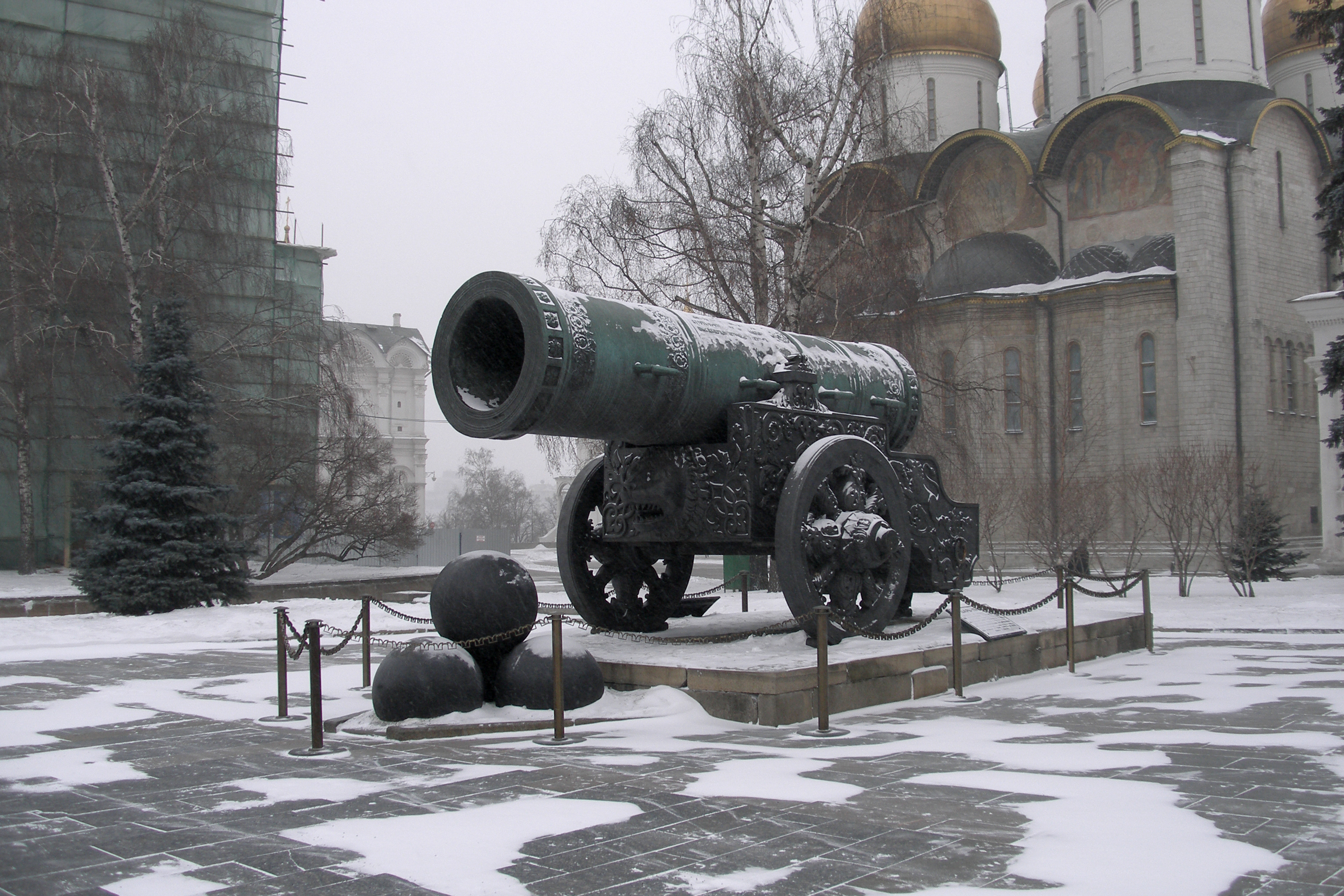
Car-dělo

Car-puška (rusky Царь-пушка, puška však ve skutečnosti v češtině znamená dělo) je mamutí dělo vyrobené roku 1586 v Moskvě Rusem Andrejem Čochovem pro cara Fjodora.

## Popis
Délkou 5,34 m, váhou 39,312 tuny a kalibrem 890 mm jde o největší dělo svého druhu na světě. Dělo je ozdobeno reliéfem cara Fjodora s korunou a žezlem na koni, doplněným třemi nápisy, po obou stranách má čtyři úchyty. Původně bylo umístěno uvnitř opevnění na předpolí Kremlu, na Rudém náměstí. K dělu náležela souprava kamenných koulí o váze 800 kg, ty se však nedochovaly.

## Historie

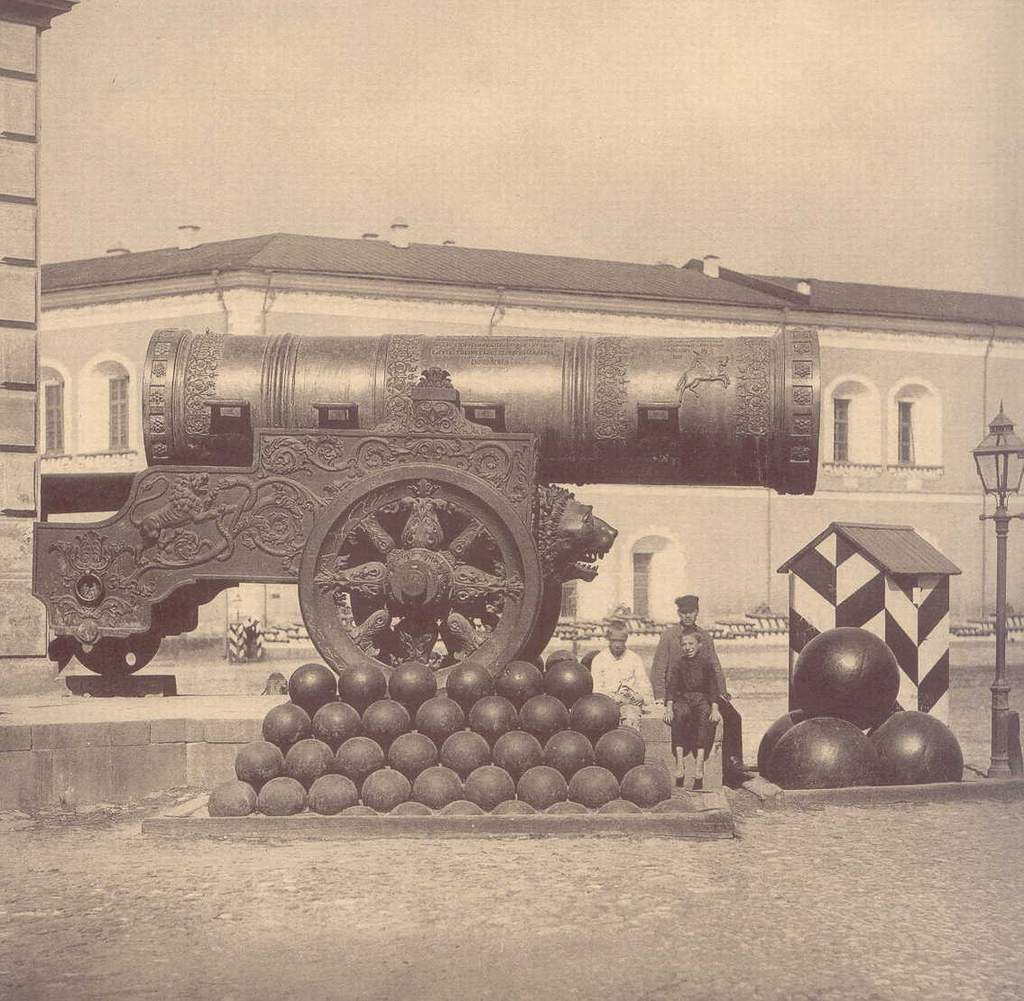
Pamětní fotografie

V 18. století bylo dělo přesunuto ze strategické pozice a umístěno u kremelské zbrojnice jako vojenský pomník. Za okupace Moskvy Napoleonem Bonaparte v roce 1812 shořela při požáru dřevěná lafeta děla. V roce 1834 byly odlity železné koule o váze 1,97 tuny a byly umístěny vedle děla (třebaže z něj nebylo možno takovými projektily střílet) a v roce 1835 byla podle projektu A. Briułłowa a de Wittea odlita ozdobná železná lafeta. Koule i lafeta byly odlity v Petrohradě. V roce 1960 bylo dělo přesunuto na místo poblíž Car-kolokolu, kde stojí dodnes jako historický div a atrakce pro turisty.
Podle legendy Car-dělo není schopno střelby a nebylo z něj nikdy vystřeleno, analýzy provedené v roce 1980 však prokázaly, že z něj byl uskutečněn nejméně jeden výstřel; dělo však nikdy nebylo použito v boji.
Car-dělo je druhé největší na světě, co se týče kalibru (prvenství v tomto směru patří americkému moždíři zvanému Little David). Velikostí ho překonalo německé dělo Dora z roku 1937 (kalibr 800 mm, délka hlavně 32,48 m, váha 1 350 000 kg).
V roce 2001 byla podle rozhodnutí moskevské vlády ve strojírenském podniku v městě Iževsk odlita kopie Car-děla o váze 42 tuny a darována ukrajinskému městu Doněck, kde stojí před radnicí.